# Ferraiolo (indumento)

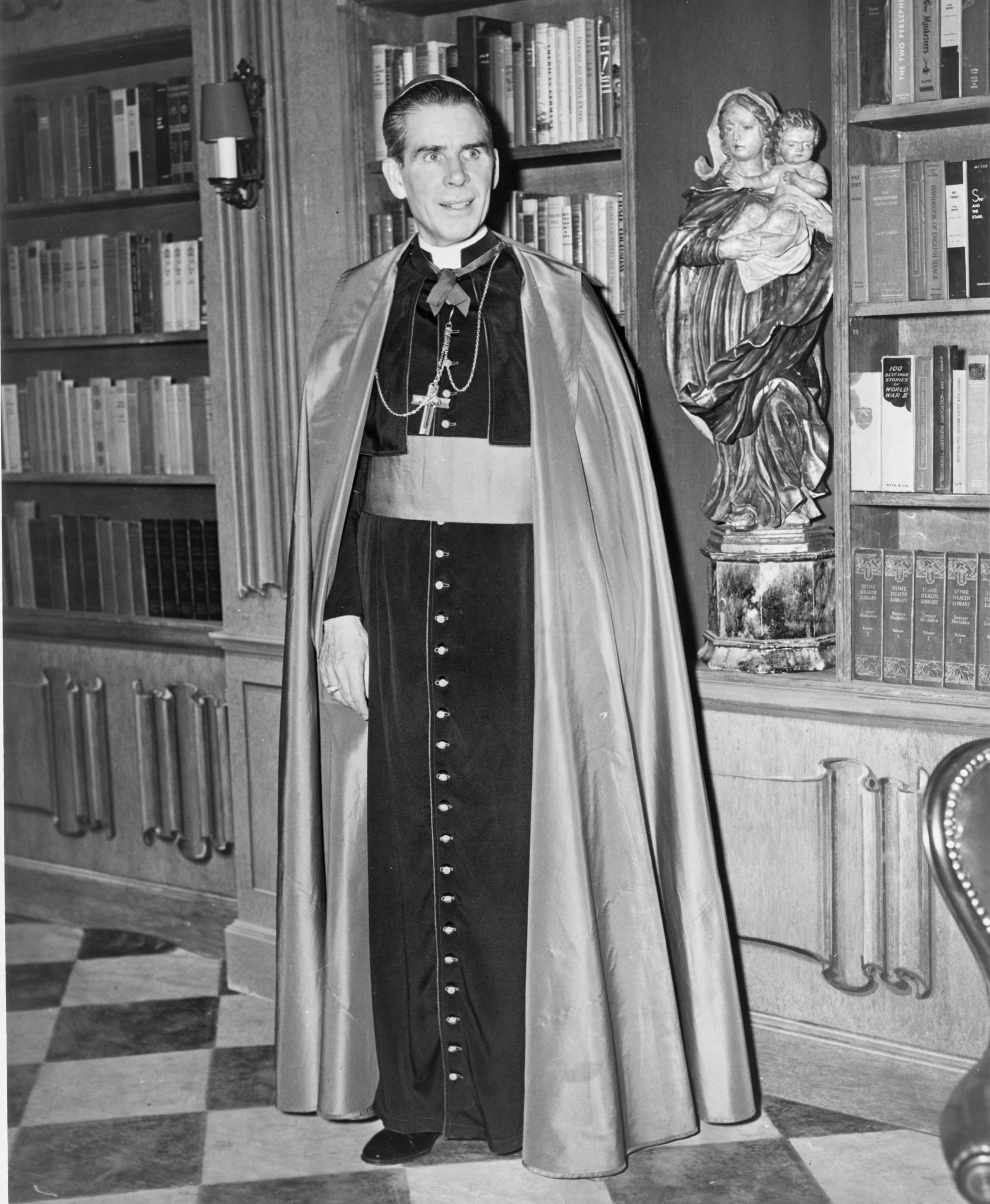
L'arcivescovo Fulton John Sheen con il ferraiolo.

Il ferraiolo è un mantello cerimoniale. 

## Caratteristiche
È un mantello di seta o comunque di un tessuto leggero, molto ampio che si limita a ricoprire la parte posteriore, scendendo fino al tallone da un ampio colletto con taglio a carré. Il colore varia a seconda del grado : è nero per i sacerdoti, paonazzo per i vescovi e gli arcivescovi, porpora per i cardinali. Il papa non indossa il ferraiolo, ma il tabarro.

## Utilizzo
Fino al rinascimento, prima che diventasse tipico dei prelati, il ferraiolo fu parte anche dell'abbigliamento dei nobili italiani. 
Il ferraiolo si indossa sopra l'abito talare, ma solo in particolari occasioni, cioè quando viene indossato a completamento dell'abito ordinario, detto piano. Viene usato principalmente dagli alti prelati cattolici.
Non si usa durante le celebrazioni liturgiche, ma solo in cerimonie ufficiali; oggi, principalmente, viene usato dai diplomatici vaticani in occasioni di particolare rilievo previste dal protocollo. Nella corte pontificia, il ferraiolo indicava anche la dignità; per questo non era usato esclusivamente dai prelati superiori, ma anche da alti dignitari laici che avevano, per funzione, una particolare contiguità con il Romano Pontefice. Ad esempio, il ferraiolo era incluso nell'uniforme dei camerieri segreti di Sua Santità e in quella dei sediari pontifici.

## Galleria d'immagini

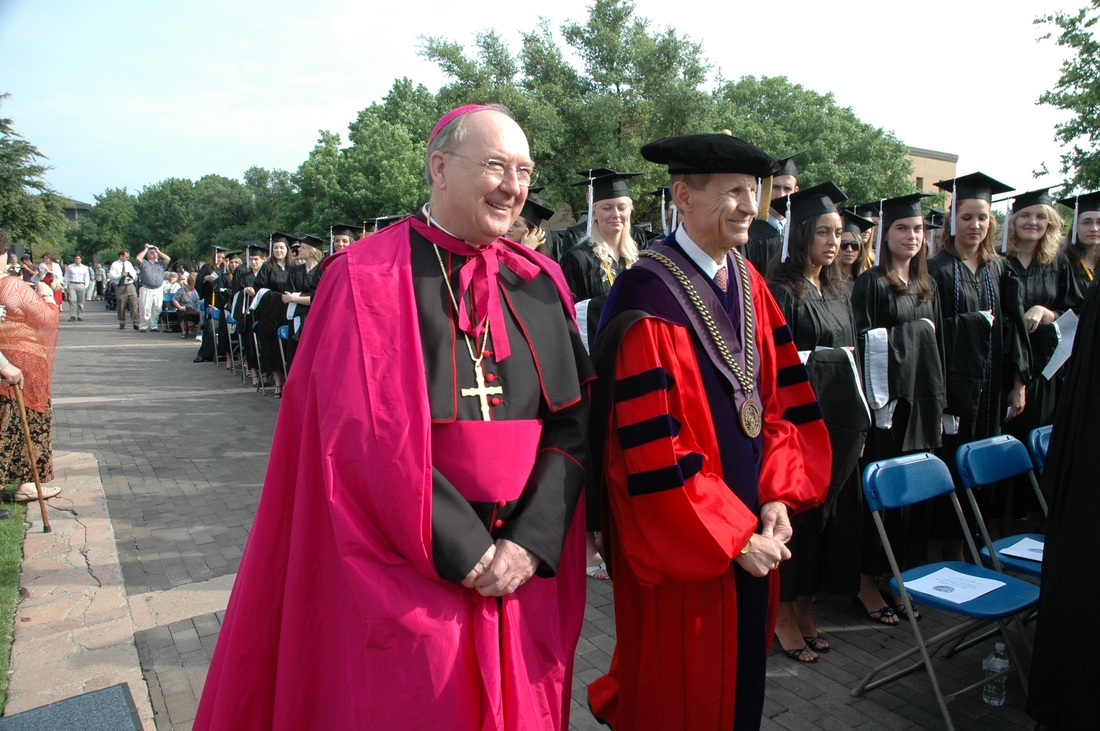
Mons. Kevin Farrell (ora cardinale) indossa il ferraiolo paonazzo
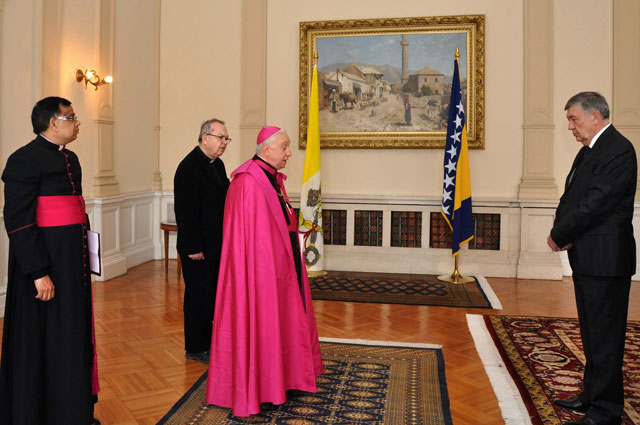
Incontro tra il nunzio apostolico Luigi Pezzuto e il Presidente della Bosnia ed Erzegovina Nebojša Radmanović. Mons. Pezzuto indossa il ferraiolo paonazzo
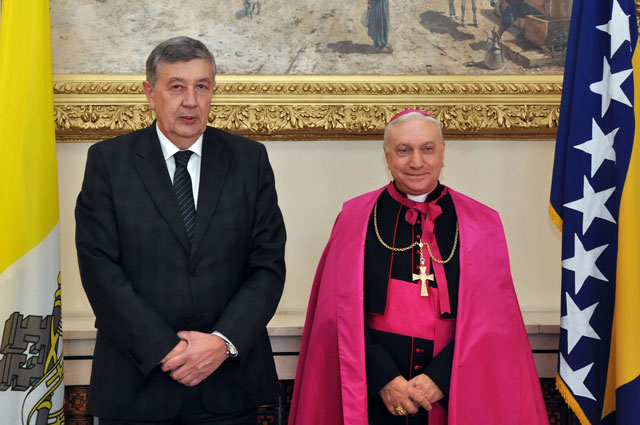
Mons. Pezzuto indossa il ferraiolo paonazzo
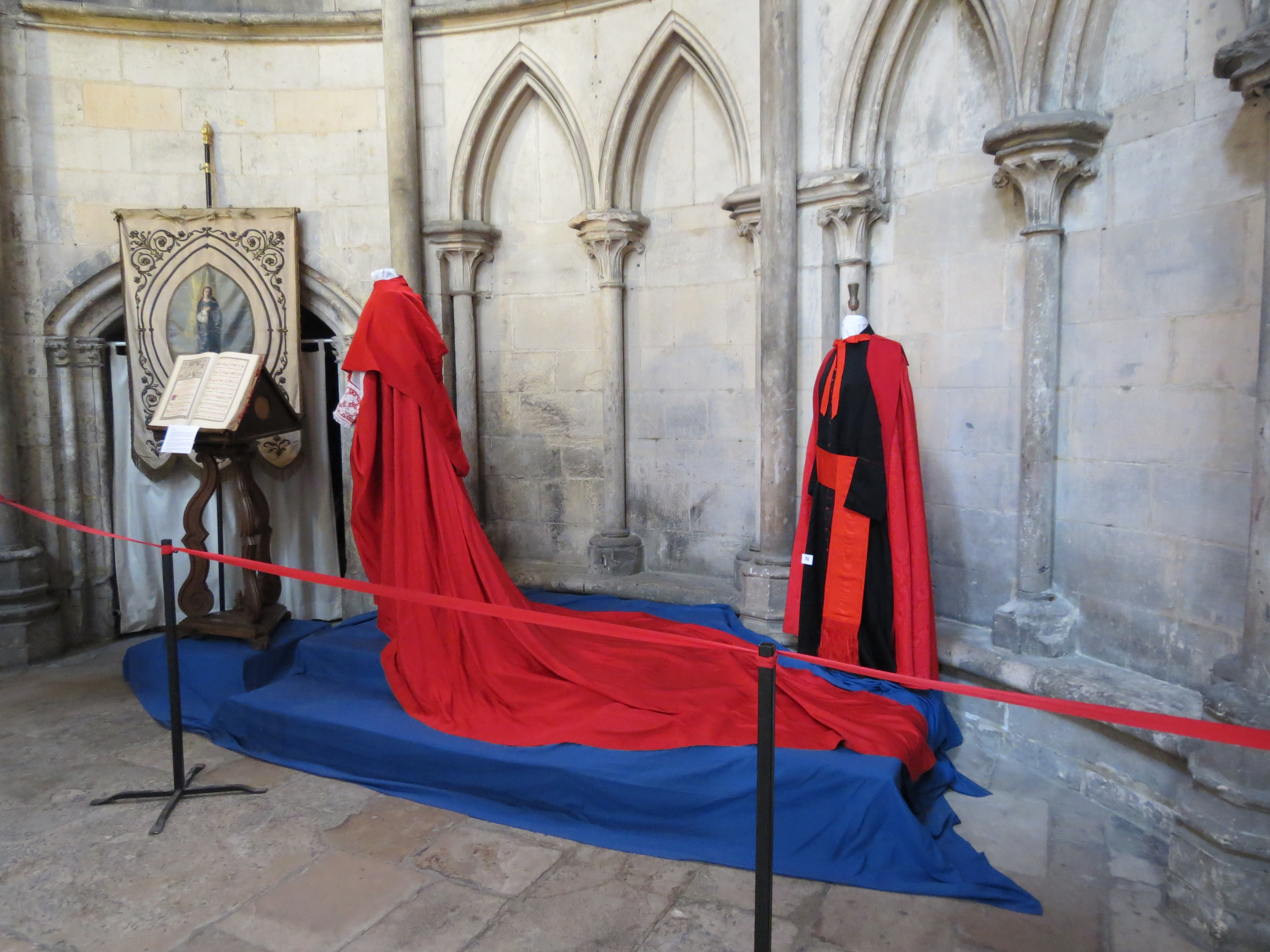
Nella foto: a destra un abito piano cardinalizio con ferraiolo color porpora, a sinistra una cappa magna cardinalizia
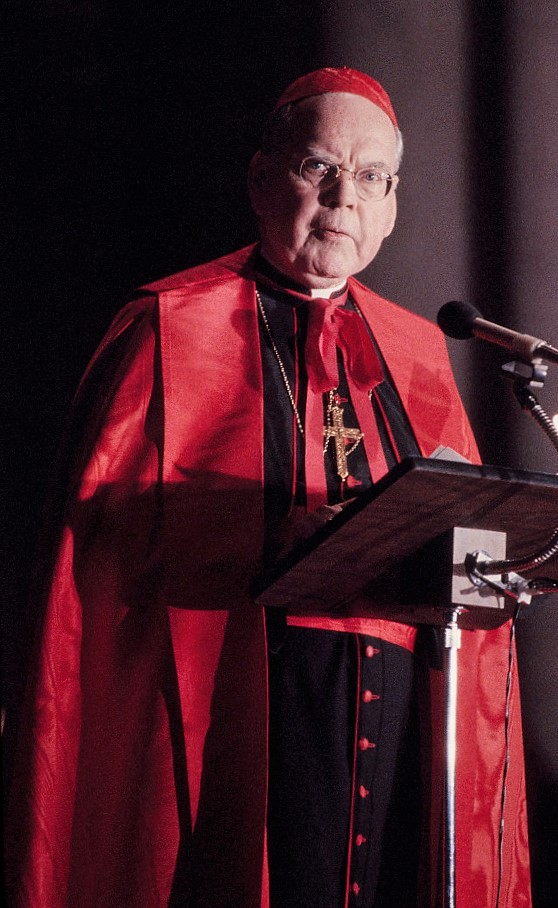
Il cardinale Terence Cooke col ferraiolo cardinalizio
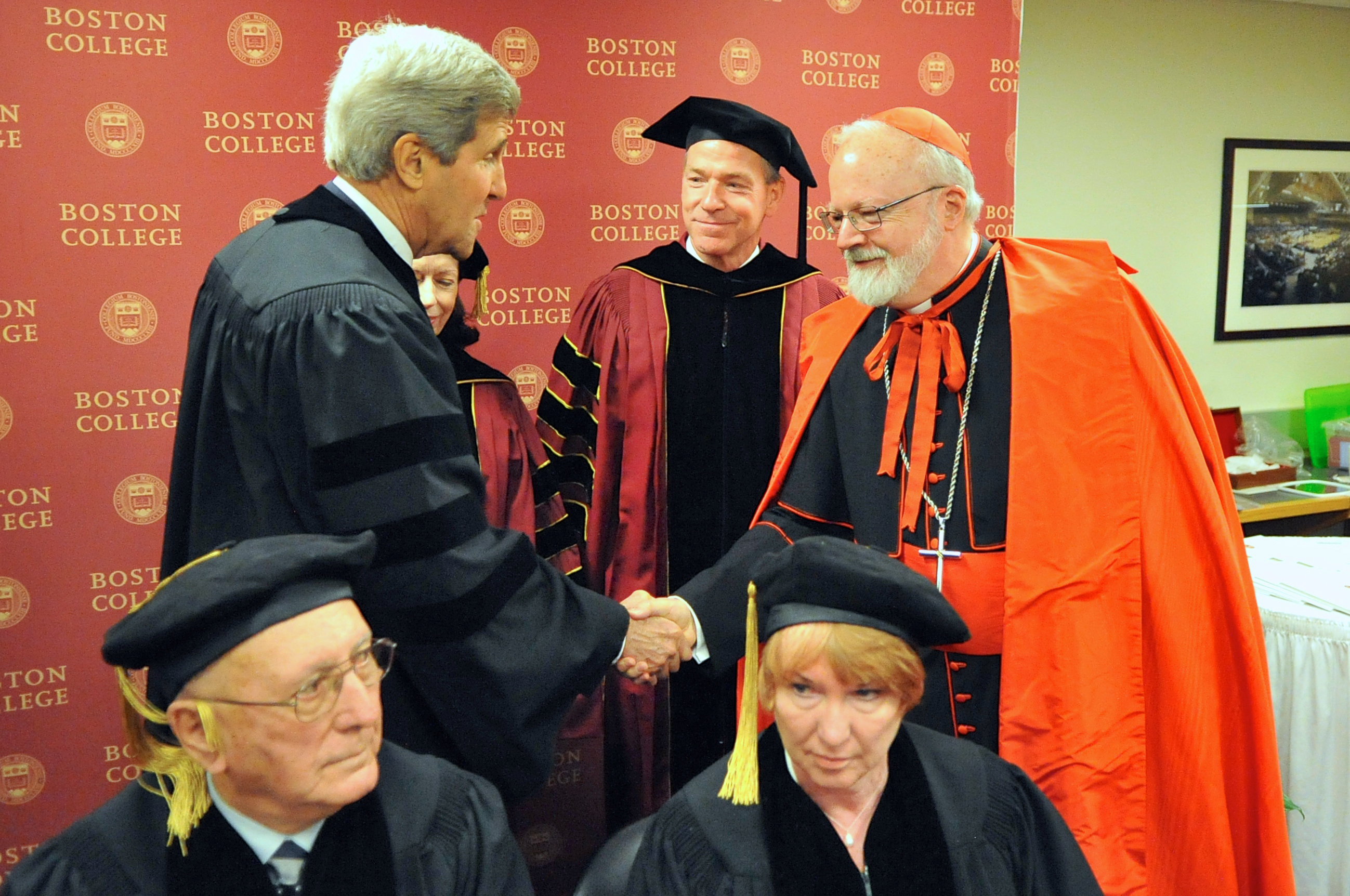
Il cardinale Sean Patrick O'Malley, col ferraiolo cardinalizio, saluta il Segretario di Stato americano John Kerry prima di pronunciare il discorso di apertura al Boston College il 19 maggio 2014
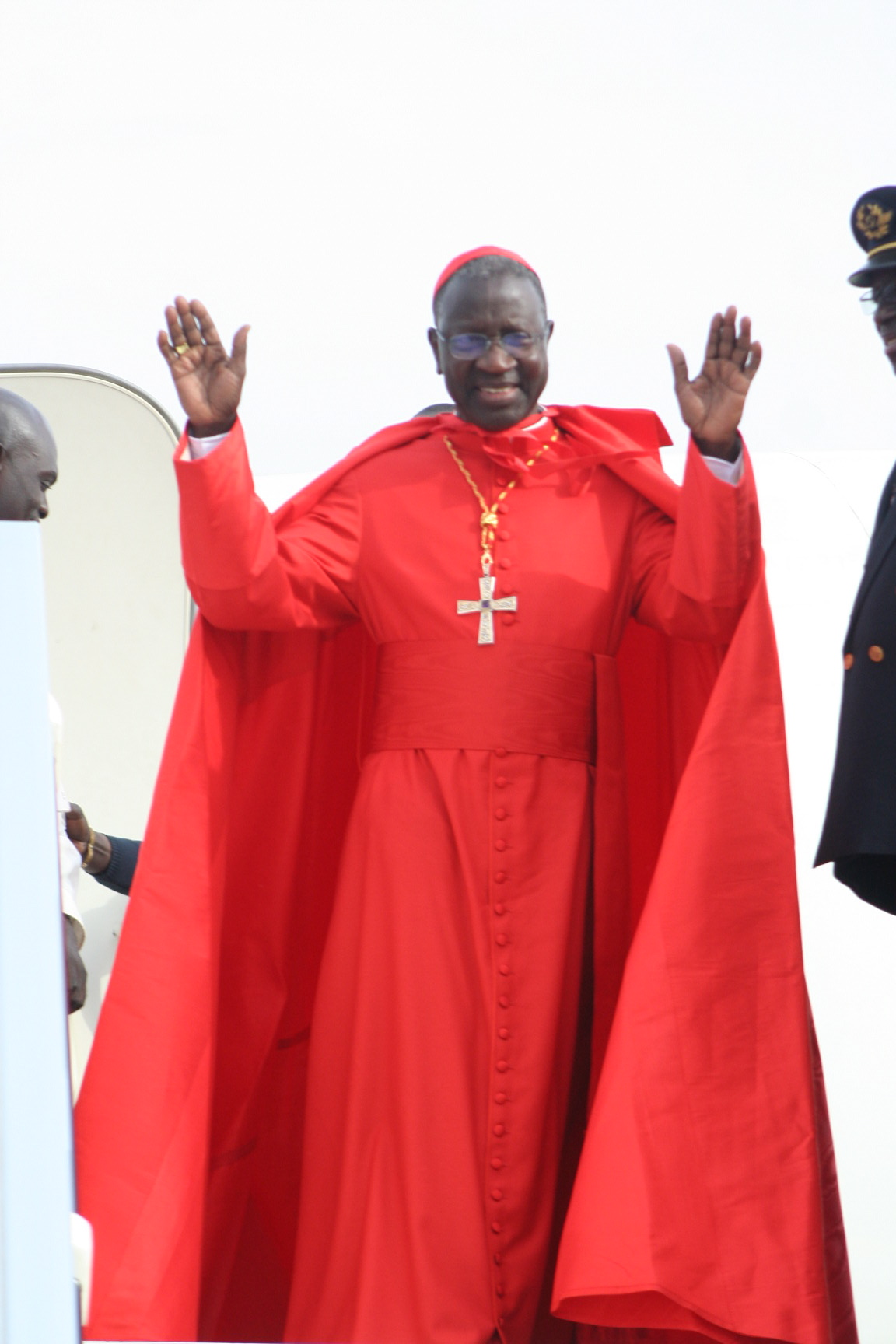
Il cardinale Théodore-Adrien Sarr indossa il ferraiolo cardinalizio sopra l'abito filettato color porpora